# Petr Němeček
Petr Němeček (* 6. listopadu 1969 Hradec Králové) je bývalý český lední hokejista. Hrál na postu útočníka.

## Kariéra
Byl odchovancem týmu Stadion Hradec Králové, který po juniorských soutěžích nastoupil do 1. české národní hokejové ligy v sezóně 1988/1989. Podílel se na postupu klubu do Československé hokejové ligy v sezóně 1992/1993. V extraligové sezóně 1993/1994 se stal s 19 vstřelenými brankami nejlepším střelcem Hradce Králové v této soutěži. V týmu Stadionu Hradec Králové nastupoval i po sestupu do 1. ligy. V roce 1995 přestoupil do extraligového HC Dynamo Pardubice, kde se mu příliš nedařilo. V sezóně 1996/1997 se vrátil zpět do Stadionu Hradec Králové, za který od 14. kola nastupoval v zápasech 2. české hokejové ligy. Zde odehrál ještě jednu sezónu 1997/1998, ve které se s 10 góly stal nejlepším střelcem HC Lev Hradec Králové. V roce 1998 na konci sezóny ukončil aktivní činnost.